# پاول بالتس
پاول بالت(۲۰۰۶-۱۹۳۹) روان‌شناس آلمانی است. او نظریه‌پرداز و از تاثیرگذارترین روان‌شناس‌ها در زمینه‌ی روان‌شناسیِ رشد می‎باشد. روانشناسیِ تحولی گستره‌ی عمر یا روانشناسی گستره‌ی عمر با مطالعه و بررسی تحول فردی از نطفه تا دوره‌ی سالمندی سر و کار دارد. بنا به نظر بالتس و همکاران وی در روانشناسی گستره‌ی عمر، تحول، کل مسیر زندگی تا زمان مرگ را در بر می‌گیرد. بالتس رابطه بین راهبردهای مدیریت زندگی،انتخاب(به انگلیسی: Selection)، بهینه‌سازی(به انگلیسی: Optimization)، و جبران(به انگلیسی: Compensation) به‌طور خلاصه (SOC) را بررسی می‌کند. انتخاب، بهینه‌سازی و جبران نظریه او را شکل می‌دهد.